# Суини Тодд, демон-парикмахер с Флит-стрит (фильм, 1936)
Суини Тодд, демон-парикмахер с Флит-стрит (англ. Sweeney Todd: The Demon Barber of Fleet Street) — чёрно-белый фильм режиссёра Джорджа Кинга. Главные роли исполнили Тод Слотер и Стелла Ро. Картина основана на британской легенде о брадобрее-убийце Суине Тодде.

## Сюжет
Действие происходит в Лондоне XIX века. Парикмахер Суини Тодд, работающий в цирюльне на улице Флит-стрит, убивает приходящих к нему посетителей, продаёт их драгоценности и нательные вещи, а тела отдаёт любовнице Миссис Ловатт, которая делает из них пироги.
Тодд влюбляется в Джоанну, но её отец, аристократ Стивен Оукли, отказывает Тодду в браке, потому что его дочь влюблена в моряка Марка Инджерстрита. Марк небогат, а Суини Тодд шантажирует Стивена Оукли, угрожая посадить того в тюрьму. Во время нападения местных жителей гибнет капитан корабля и Марк занимает его место, теперь у него достаточно денег для женитьбы. Узнав об этом, парикмахер заманивает Марка к себе в цирюльню, где сбрасывает с механического кресла в подвал. Однако моряк выживает после падения во многом благодаря Миссис Ловетт и убегает.
Джоанна переодевается в мальчика и спешит на помощь Марку, думая, что он в ловушке. Тем временем, поняв, что его преступление раскрыто, Тодд поджигает парикмахерскую. Он запирает оглушённую Джоанну в шкаф и пытается сбежать. Во время финальной схватки с Марком, Суинни Тодд попадает в свою же ловушку и погибает.
Сам фильм снят таким образом, что вся история о Тодде рассказана цирюльником клиенту, пока цирюльник точит бритву. Услышав эту легенду, клиент убегает от цирюльника.

## В ролях
| Актёр                | Роль             |
| -------------------- | ---------------- |
| Тод Слотер           | Суини Тодд       |
| Стелла Ро            | Миссис Ловатт    |
| Джон Сингер          | Тобиас Рагг      |
| Ив Листер            | Джоанна          |
| Брюс Сетон           | Марк Инджерстрит |
| Дэвид Джеймс Уильямс | Стивен Оукли     |
| Давина Крэйг         | Нэн              |
| Джерри Верно         | Стэнли Пёрли     |

## Критика
Стивен Биодровски, критик журнала о кинематографе «Cinefantastique», положительно рецензировал картину, написав, что её обязательно следует смотреть поклонникам классических фильмов ужасов, а также высоко оценил игру Тода Слотера.
На сайте «Rotten Tomatoes» рейтинг фильма составляет 66 процентов[≡].